# Élodie Woock
Élodie Woock est une joueuse de football française née le 13 janvier 1976 à Mont-Saint-Aignan. Elle évolue au poste de milieu de terrain.
Elle joue dans l'équipe A du Toulouse FC et évolue en équipe de France de football de 1995 à 2004.
Elle part une année en Allemagne pour évoluer dans le championnat Allemand, le plus relevé d'Europe à l'époque, en tant que joueuse professionnelle.
Elle représente également lors de ses études à l'Université Paul Sabatier (Toulouse), l'équipe nationale Universitaires à trois reprises et devient ensuite entraineure de l’équipe universitaire du Capitole.

## Biographie
Elle réalise sa première apparition en équipe de France le 11 avril 1995, en amical contre le Canada (1-0). Elle inscrit son premier but le 28 septembre 1996, face à la Finlande, lors des éliminatoires de l'Euro (victoire 3-0).
Avec l'équipe nationale, elle participe à deux championnats d'Europe, en 1997 et 2001, puis à la Coupe du monde 2003, mais sans jamais dépasser le premier tour.
Elle reçoit un total de 78 sélections en équipe de France, pour quatre buts inscrits.
Elle atteint les demi-finales de la Coupe féminine de l'UEFA en 2002 avec le Toulouse FC puis en 2003 avec Francfort.

## Carrière
- 1994-1996 :  Toulouse Olympique Aviation Club
- 1996-2001 :  Toulouse Olympique Aérospatiale Club
- 2001-2002 :  Toulouse FC
- 2002-2003:  1. FFC Francfort

## Palmarès
- 78 sélections en équipe de France
- Championne de France en 1999, 2000, 2001 et 2002 avec le Toulouse FC
- Vainqueur du challenge de France en 2002 avec le Toulouse FC
- Championne d'Allemagne en 2003 avec le FFC Francfort
- Vainqueur de la Coupe d'Allemagne en 2003 avec le FFC Francfort
- Vainqueur du championnat de France Universitaire en 2000 avec l'Université Paul Sabatier (Toulouse)